# Moldavie au Concours Eurovision de la chanson 2024
La Moldavie est l'un des trente-sept pays participants au Concours Eurovision de la chanson 2024 qui se déroule à Malmö en Suède. Le pays est représenté par Natalia Barbu avec sa chanson In the Middle. Le pays ne parvient pas à se qualifier pour la finale, terminant à la 13e position de sa demi-finale avec 20 points.

## Sélection
Le diffuseur moldave TMR annonce sa participation à l'Eurovision 2024 le 13 juin 2023. Le 26 décembre 2023, le diffuseur annonce que sont représentant sera sélectionné par le biais d'une sélection nationale télévisée : l'Etapa Națională.

### Format
La sélection se déroule en trois étapes. D'abord, les candidatures reçues sont d'abord évaluées par un comité d'experts entre le 22 et le 26 décembre 2023. Ensuite, 32 d'entre elles sont sélectionnées pour être interprétées lors d'une audition en direct le 13 janvier 2024, diffusée sur Moldova 1, au cours de laquelle un jury sélectionne onze finalistes en attribuant à chaque candidature une note de 0 à 12. Lors de la finale, le 17 février 2024, le gagnant est déterminé par une combinaison 50/50 des votes du jury et du télévote.

### Participants
Le 22 novembre 2023, TRM publie le règlement de la sélection nationale, ouvrant en même temps la période de candidatures qui court jusqu'au 22 décembre. À la fin de cette période,  51 candidatures avaient été reçues.
Le 26 décembre 2023, TRM publie la liste des 32 artistes et chansons qui participeront à l'audition. Parmi les artistes sélectionnés figure Natalia Barbu, qui a représenté la Moldavie au Concours Eurovision de la chanson 2007, ainsi que Denis Midone, qui a représenté la Moldavie au Concours Eurovision de la chanson junior 2012. Sur ces 32 artistes, deux se retirent par la suite : le duo Aliona Moon et Milla le 27 décembre 2023 et Vovi Robian et son groupe le 10 janvier 2024. Ces retraits portent à 30 le nombre de candidats à l'audition en direct.
Le jury qui est chargé d'évaluer les chansons lors des auditions en direct et de sélectionner les 11 finalistes est composé d'Elena Stegari (responsable de la diffusion à TRM), Andrei Zapșa (directeur général adjoint pour le développement à TRM), Lidia Isac (participante moldave à l'Eurovision en 2016), Paul Gămurari (président de l'Union des compositeurs de Moldavie) et Liviu Știrbu (compositeur). Les candidatures sont évaluées sur la base de critères tels que la ligne mélodique, l'originalité et l'interprétation de la composition.
| Résultats auditions live                                | Résultats auditions live                                | Résultats auditions live                                | Résultats auditions live                                | Résultats auditions live | Résultats auditions live                                | Résultats auditions live                                |
| - Qualifié pour la finale - Retrait ou disqualification | - Qualifié pour la finale - Retrait ou disqualification | - Qualifié pour la finale - Retrait ou disqualification | - Qualifié pour la finale - Retrait ou disqualification | - Qualifié pour la finale - Retrait ou disqualification                                                                                  | - Qualifié pour la finale - Retrait ou disqualification | - Qualifié pour la finale - Retrait ou disqualification |
| Ordre                                                   | Artiste                                                 | Titre                                                   | Langue                                                  | Paroles & musique | Points                                                  | Place                                                   |
| ------------------------------------------------------- | ------------------------------------------------------- | ------------------------------------------------------- | ------------------------------------------------------- | --- | ------------------------------------------------------- | ------------------------------------------------------- |
| –                                                       | Aliona Moon feat. Milla                                 | Obisit                                                  | Roumain                                                 | Aliona Munteanu, Milla Danilceac | –                                                       | –                                                       |
| –                                                       | Trupa Vovi Robian                                       | Robotul Vovi                                            | Roumain                                                 | Vladimir Ciubotaru | –                                                       | –                                                       |
| 1                                                       | Maria Ciolac                                            | Break Free                                              | Anglais                                                 | Linda Persson, Ylva Persson | 35                                                      | 21                                                      |
| 2                                                       | DPSTP                                                   | Rise up                                                 | Anglais                                                 | Anton Polygalov | 28                                                      | 27                                                      |
| 3                                                       | Oliv Sky                                                | Another Universe                                        | Anglais                                                 | Cristian Condrea, Rodica Olișevschi | 36                                                      | 16                                                      |
| 4                                                       | Victor Gulick                                           | Fever                                                   | Anglais                                                 | Victor Gulick | 41                                                      | 8                                                       |
| 5                                                       | Formația Vele                                           | Carnaval                                                | Roumain                                                 | Mariana Craveț, Veaceslav Daniliuc | 34                                                      | 24                                                      |
| 6                                                       | Sasha Bognibov                                          | Married to Twins                                        | Anglais                                                 | Jacob Jonia, Sasha Bognibov | 5                                                       | 29                                                      |
| 7                                                       | Denis Midone                                            | Back To Me                                              | Anglais                                                 | Alexandr Misiura, Denis Midone, Mustaf Keita, Stelian Savu                                                                               | 37                                                      | 15                                                      |
| 8                                                       | Y-Limit                                                 | Revolution                                              | Anglais                                                 | Roman Lupu, Siarhei Panamarou | 40                                                      | 11                                                      |
| 9                                                       | Oliv Sky                                                | Loud and Clear                                          | Anglais                                                 | Artur Corcodel, Dan Iacovlev, Rodica Olișevschi                                                                                          | 34                                                      | 25                                                      |
| 10                                                      | Victor Lozinsky                                         | Dirty Wind/Joker and Harley Move                        | Anglais                                                 | Victor Lozinsky | 30                                                      | 26                                                      |
| 11                                                      | Tudor Bumbac                                            | Tudorel                                                 | Roumain                                                 | Tudor Bumbac | 21                                                      | 28                                                      |
| 12                                                      | Laura                                                   | Spune-mi                                                | Roumain                                                 | Ioana Codrean, Marinela Mihalachi, Pavel Malîșev                                                                                         | 35                                                      | 22                                                      |
| 13                                                      | Poli                                                    | Lui                                                     | Roumain                                                 | Alina Zbancă, Marian Stârcea | 36                                                      | 17                                                      |
| 14                                                      | Iulia Teleucă                                           | Runaway                                                 | Anglais                                                 | Eugen "Natan" Doibani | 50                                                      | 3                                                       |
| 15                                                      | Viola Julea                                             | Light Up !                                              | Anglais                                                 | Ecaterina Sanalatii, Viola Julea | 43                                                      | 6                                                       |
| 16                                                      | Max Cara                                                | Broke the Chain                                         | Anglais                                                 | Maxim Crasnicov, Pavel Malîșev | 38                                                      | 12                                                      |
| 17                                                      | Sasha Letty                                             | DNA                                                     | Anglais                                                 | Jacob Jonia | 40                                                      | 10                                                      |
| 18                                                      | Reghina Alexandrina                                     | Contrasens                                              | Roumain                                                 | Dimitri Stassos, Eugen "Natan" Doibani, Reghina Alexandrina, Rickard Bonde Truumeel, Nikos Sofis                                         | 42                                                      | 7                                                       |
| 19                                                      | Valleria                                                | Rule (Rai Di Ri DI)                                     | Anglais et roumain                                      | Valeria Condrea | 36                                                      | 19                                                      |
| 20                                                      | Natalia Barbu                                           | In the Middle                                           | Anglais                                                 | Khris Richards, Natalia Barbu | 58                                                      | 1                                                       |
| 21                                                      | Anna Gulko                                              | Perfect Place                                           | Anglais                                                 | Anna Gulko | 36                                                      | 20                                                      |
| 22                                                      | OL                                                      | No Time No Space                                        | Anglais                                                 | Denis Nazarov | 45                                                      | 5                                                       |
| 23                                                      | Cătălina Solomac                                        | Fever                                                   | Anglais                                                 | Jonas Gladnikoff, Shawn Myers | 46                                                      | 4                                                       |
| 24                                                      | Anna G                                                  | Ay ay ay                                                | Espagnol                                                | Anna Grosu | 38                                                      | 13                                                      |
| 25                                                      | Valeria Pasha                                           | Anti-Princess                                           | Anglais                                                 | Andrei Vulpe, Iana Bavelskaia, Ilya Iakoveț, Iuliana Parfeni, Ivan, Luca, Lilian, Dobândă, Maxim Crasnicov, Pasha Parfeni, Valeria Pasha | 52                                                      | 2                                                       |
| 26                                                      | Oleg Spînu                                              | Jungle                                                  | Anglais                                                 | Jonas Gladnikoff, Shawn Myers | –                                                       | –                                                       |
| 27                                                      | Y-Limit                                                 | What's the Fun                                          | Anglais                                                 | Roman Lupu | 38                                                      | 14                                                      |
| 28                                                      | Nicoleta Sava                                           | Bravo                                                   | Anglais                                                 | José Juan Santana, Rafael Artesero | 40                                                      | 9                                                       |
| 29                                                      | Nino                                                    | Up Again                                                | Anglais                                                 | Sergiu Cristian Baba | 35                                                      | 23                                                      |
| 30                                                      | Valleria                                                | Run                                                     | Anglais                                                 | Mark Stam, Valeria Condrea | 36                                                      | 18                                                      |

#### Finale
La finale est diffusée le samedi 17 février 2024. En plus des chansons en compétition, le groupe roumain Holograf s'est produit en tant qu'invité.
- Première place
- Deuxième place
- Troisième place
- Dernière place

| Ordre | Artiste             | Titre            | Jury | Public | Public | Total | Place |
| Ordre | Artiste             | Titre            | Jury | Voix   | Points | Total | Place |
| ----- | ------------------- | ---------------- | ---- | ------ | ------ | ----- | ----- |
| 1     | Nicoleta Sava       | Bravo            | 5    | 211    | 3      | 8     | 7     |
| 2     | Valeria Pasha       | Anti-Princess    | 10   | 4 771  | 12     | 22    | 2     |
| 3     | Reghina Alexandrina | Contrasens       | 3    | 294    | 6      | 9     | 6     |
| 4     | Viola Julea         | Light Up !       | 4    | 285    | 5      | 9     | 5     |
| 5     | OL                  | No Time No Space | 6    | 107    | 1      | 7     | 8     |
| 6     | Sasha Letty         | DNA              | 2    | 233    | 4      | 6     | 9     |
| 7     | Natalia Barbu       | In the Middle    | 12   | 2 421  | 10     | 22    | 1     |
| 8     | Y-Limit             | Revolution       | 0    | 147    | 2      | 2     | 10    |
| 9     | Cătălina Solomac    | Fever            | 7    | 905    | 7      | 14    | 4     |
| 10    | Victor Gulick       | Fever            | 1    | 76     | 0      | 1     | 11    |
| 11    | Iulia Teleucă       | Runaway          | 8    | 2 178  | 8      | 16    | 3     |

Au terme de cette sélection nationale, c'est donc Natalia Barbu et sa chanson In the Middle qui sont sélectionnés pour représenter la Moldavie au Concours Eurovision de la chanson 2024.

## Controverse
Immédiatement après la finale de l'Etapa națională, la finaliste Valeria Pasha, arrivée en tête auprès du public mais battue par Natalia Barbu lors du vote du jury annonce avoir déposé un recours pour « garantir la transparence des résultats », le règlement officiel de la sélection ne précisant pas si une éventuelle égalité pour la première place serait résolue en faveur du public ou du jury et définissant seulement l'entrée gagnante comme « la chanson qui a reçu le plus de points ».

## À l'Eurovision
Lors du tirage au sort des demi-finales effectué le 30 janvier 2024, la Moldavie a été répartie dans la seconde moitié de la première demi-finale qui se déroule le 7 mai 2024 et à laquelle voteront l'Allemagne, le Royaume-Uni et la Suède ainsi que le « reste du monde ». Le pays ne réussit pas à se qualifier lors de cette demi-finale, terminant à la 13e place avec 20 points.

### Points attribués par la Moldavie

#### Première demi-finale
| 12 points | Chypre      |
| 10 points | Ukraine     |
| 8 points  | Croatie     |
| 7 points  | Luxembourg  |
| 6 points  | Azerbaïdjan |
| 5 points  | Irlande     |
| 4 points  | Slovénie    |
| 3 points  | Portugal    |
| 2 points  | Lituanie    |
| 1 point   | Australie   |

#### Finale[15]
| 12 points | Ukraine    |
| 10 points | Italie     |
| 8 points  | Croatie    |
| 7 points  | Suisse     |
| 6 points  | France     |
| 5 points  | Lituanie   |
| 4 points  | Portugal   |
| 3 points  | Israël     |
| 2 points  | Luxembourg |
| 1 point   | Suède      |

| 12 points | Ukraine |
| 10 points | Israël  |
| 8 points  | Suède   |
| 7 points  | Croatie |
| 6 points  | France  |
| 5 points  | Suisse  |
| 4 points  | Italie  |
| 3 points  | Grèce   |
| 2 points  | Irlande |
| 1 point   | Arménie |

### Points attribués à la Moldavie
| Score     | Télévote            |
| --------- | ------------------- |
| 12 points |                     |
| 10 points |                     |
| 8 points  |                     |
| 7 points  |                     |
| 6 points  |                     |
| 5 points  | Portugal            |
| 4 points  | Ukraine             |
| 3 points  | Chypre Serbie       |
| 2 points  | Azerbaïdjan Irlande |
| 1 point   | Croatie             |